# Свердловка (Алтынсаринский район)
Свердловка (каз. Свердловка) — село в Алтынсаринском районе Костанайской области Казахстана. Административный центр и единственный населённый пункт Свердловского сельского округа. Находится примерно в 24 км к востоку-северо-востоку (ENE) от села Убаганское, административного центра района, на высоте 170 метров над уровнем моря. Код КАТО — 393255100. В 8 км к югу от села находится болото Долгое.

## Население
В 1999 году численность населения села составляла 1216 человек (612 мужчин и 604 женщины). По данным переписи 2009 года, в селе проживало 1020 человек (514 мужчин и 506 женщин).